# Émile Lesage
Émile Lesage, né le 8 février 1904 à Louiseville et mort le 27 juillet 1963 à Macamic, est un homme politique québécois. Il est le député unioniste du district d'Abitibi de 1936 à 1939 et le premier élu du nouveau district d'Abitibi-Ouest de 1944 à 1956.